# Tomaš
Tomaš is een plaats in de gemeente Bjelovar in de Kroatische provincie Bjelovar-Bilogora. De plaats telt 310 inwoners (2001).